# طارق عبد العزيز (لاعب كرة قدم)
طارق عبد العزيز لاعب كرة قدم سعودي محترف ، يلعب في خط الدفاع.

## مسيرة اللاعب
كانت بداياته مع نادي الوحدة و انتقل إلى نادي الفيحاء مطلع عام عام 2016 و وقع مع نادي الكوكب عام 2017 و انتقل إلى النادي العربي في عام 2019 و وقع مع نادي الانتصار في صيف 2020 و وقع مع نادي التهامي في عام 2022 و وقع مع نادي الحريق في عام 2023.

## روابط خارجية
- طارق عبد العزيز على موقع قاعدة بيانات كرة القدم.إي يو (الإنجليزية)
- طارق عبد العزيز على موقع Soccerway.com (الإنجليزية)
- طارق عبد العزيز على موقع كووورة